# Boško Palkovljević
Boško Palkovljević (en serbe cyrillique : Бошко Палковљевић ; né le 14 décembre 1920 à Manđelos et mort le 10 juin 1942 à Mala Remeta), surnommé Pinki (Пинки et Pinki), était un Partisan communiste qui s'est battu pendant la Seconde Guerre mondiale. Il a reçu le titre de héros national de la Yougoslavie le 25 octobre 1943.

## Biographie
Boško Palkovljević est né le 14 décembre 1920 à Manđelos, un village qui fait aujourd'hui partie de la municipalité de Sremska Mitrovica. Après avoir terminé ses études élémentaires, il a suivi les cours de l'école de mécanique de Novi Sad. Au cours de ses études, il rejoignit la Ligue de la jeunesse communiste de Yougoslavie (Savez komunističke omladine Jugoslavije ; en abrégé : SKOJ) et, en 1940, il devint le chef de la section de son école. Il organisa des grèves estudiantines pour obtenir de meilleures conditions d'études et un meilleur traitement de la part des professeurs. Il fut arrêté quand son organisation prit part à une grève des ouvriers du textile, passa deux mois en prison et fut relâché par manque de preuves.
En avril 1941, au moment de l'invasion de la Yougoslavie par les puissances de l'Axe, Boško Palkovljević rejoignit les forces combattantes et fut fait prisonnier. Alors qu'on l'emmenait dans un camp d'internement, il réussit à s'échapper dans la ville de Ruma ; il déroba une grenade et une mitrailleuse à l'aéroport provisoire de Veliki Radinci et rejoignit les Partisans cachés dans la montagne de la Fruška gora.
Boško Palkovljević participa à l'évasion des communistes prisonniers des Oustachis à Sremska Mitrovica et participa à diverses opérations de sabotage. Il fit sauter un train en Syrmie grâce à une bombe artisanale ; déguisé en membre de la garde nationale croate, il fit sauter un pont sur la rivière Bosut.
Boško Palkovljević fut le premier messager de Syrmie à informer le haut commandement des Partisans sur les opérations en Voïvodine après l'offensive des puissances de l'Axe dans l'ouest de la Serbie et le retrait des communistes en Bosnie et dans le Sandžak. Au cours de sa mission, il fut capturé par les Tchetniks mais parvint à leur échapper.
Le 10 juin 1942, alors qu'il participait à une nouvelle opération de sabotage à Mala Remeta, Boško Palkovljević Pinki fut tué par les nazis. Il est aujourd'hui enterré dans le cimetière commémoratif de Sremska Mitrovica.

## Postérité
Boško Palkovljević Pinki fut l'un des premiers à recevoir le titre de héros national de la Yougoslavie, le 25 octobre 1943.
De nombreuses rues et écoles de l'ex-république fédérative socialiste de Yougoslavie, notamment en Serbie, portent encore son nom, comme l'école de transports Pinki à Novi Sad, l'école élémentaire Boško Palkovljević Pinki à Stara Pazova ou l'école élémentaire Boško Palkovljević Pinki à Batajnica. Le centre culturel et sportif Pinki à Zemun lui rend également hommage.